# Cardiocrinum
Cardiocrinum é um género botânico pertencente à família Liliaceae.